# کالایی‌سازی
در یک سیستم اقتصادی سرمایه‌داری،کالا شدن یا کالایی شدن عبارت است از تبدیل چیزهایی مانند اجناس، خدمات، ایده‌ها، طبیعت، اطلاعات شخصی، افراد یا حیوانات به کالاها و مبادلات تجاری. به گفته آرجون آپادورای، یک کالا در ابتدایی‌ترین حالت خود، «هر چیزی است که برای مبادله در نظر گرفته شده‌است» یا هر شیءای که دارای ارزش اقتصادی است.
کالایی سازی اغلب به این دلیل مورد انتقاد قرار می‌گیرد که برخی چیزها نباید به عنوان کالا در نظر گرفته شوند و با آنها برخورد شود - برای مثال، آب، آموزش، داده‌ها، اطلاعات، دانش، زندگی انسان‌ها حیوانات.

## نمونه‌ها
مفاهیمی که تجاری‌سازی شده‌اند شامل موارد گسترده‌ای مانند میهن‌پرستی، ورزش، صمیمیت، زبان، طبیعت یا بدن است.

### کالایی شدن انسان
کالایی شدن انسان‌ها در زمینه‌های مختلف، از برده داری تا رحم اجاره‌ای مورد بحث قرار گرفته‌است. کالای انسانی اصطلاحی است که در تجارت اعضای بدن انسان، رحم اجاره ای (که به عنوان کالایی شدن رحم نیز شناخته می‌شود) و قاچاق انسان استفاده می‌شود. تجارت برده نیز به عنوان شکلی از کالایی کردن انسان است شناخته می‌شود. حتی کارکردن نیز به عقیده برخی، نوعی کالایی شدن انسان است. برای مثال به گفته گوستا اسپینگ-آندرسن، افراد هنگام ارائه کار در بازار، کالایی می‌شوند یا «به اشیاء تبدیل می‌شوند»، اشیائی که کارشان را به یک کارفرما می‌فروشند.

### اجناس همگانی
حتی کالاهای عمومی مانند هوا و آب نیز می‌توانند کالایی شوند.

## در نظریات مارکس
تعریف مارکس از کالا با معنای آن در تجارت متمایز است. کالا در سراسرِ آثار کارل مارکس نقش کلیدی‌ای ایفا می‌کند. به عقیده مارکس، کالا جزئی اصلی در نظام سرمایه‌داری و همچنین نقطه شروعی برای تحلیل یک نظام سیاسی-اقتصادی است. مارکس به‌طور گسترده از تأثیر اجتماعی کالایی شدن تحت عناوین فتیشیسم و بیگانگی انتقاد کرد.
هر شیء قبل از کالا شدن، دارای «ارزش استفاده برای فردی خاص» است. هرچند پس از تبدیل شدن به کالا، همان شیء ارزش متفاوتی دارد: مقداری که می‌توان آن را با کالای دیگری مبادله کرد. به عقیده مارکس، این ارزش جدید، صرفاً از زمان صرف شده برای تولید کالا ناشی می‌شود و تمامی ملاحظات دیگر نادیده گرفته می‌شوند. از جمله اخلاقیات، تأثیرات زیست‌محیطی و جذابیت زیبایی‌شناختی.
مارکس مدعی بود که همه چیز در نهایت کالایی خواهد شد: «هر آنچه تا آن زمان ابزارهای برقراری ارتباط بوده‌اند اما هرگز خریده و فروخته نمی‌شدند – فضیلت، عشق، وجدان – سرانجام همگی وارد معاملات تجاری خواهند شد.»